# Codariocalyx motorius
Espèce
Codariocalyx motorium (synonyme : Desmodium gyrans), le sainfoin oscillant, est une espèce de plantes à fleurs dicotylédones de la famille des Fabaceae, sous-famille des Faboideae, originaire d'Asie du Sud. Cette espèce dite « sensitive » est souvent utilisée comme espèce modèle pour l'étude des mécanismes de perception chez les plantes ; elle l'a notamment été au début du XXe siècle par Jagadish Chandra Bose.

## Description
Ce sont des arbrisseaux, à petites fleurs roses, poussant naturellement dans toute l'Asie tropicale ; cette plante herbacée aux tiges simples et rectilignes érigées peut atteindre plusieurs mètres de haut dans ces pays chauds et humides ; cultivée en pot, sa taille moyenne varie de 40 à 70 cm de haut,.
Les feuilles opposées, de couleur vert tendre puis plus foncées en vieillissant, sont composées de trois folioles (deux petites au début du pétiole et une principale d'environ 5 à 7 cm en extrémité). Ces folioles sont plutôt étroites et oblongues avec les nervures apparentes et légèrement velues sur leur face inférieure,.
Les fleurs, petites et de couleur rose foncé à violacé, sont regroupées en panicule et apparaissent d'août à octobre. Elles donnent des fruits secs, gousses longues et poilues d'environ 3 à 4 cm sur 0,5 cm contenant les graines,.

## La danse

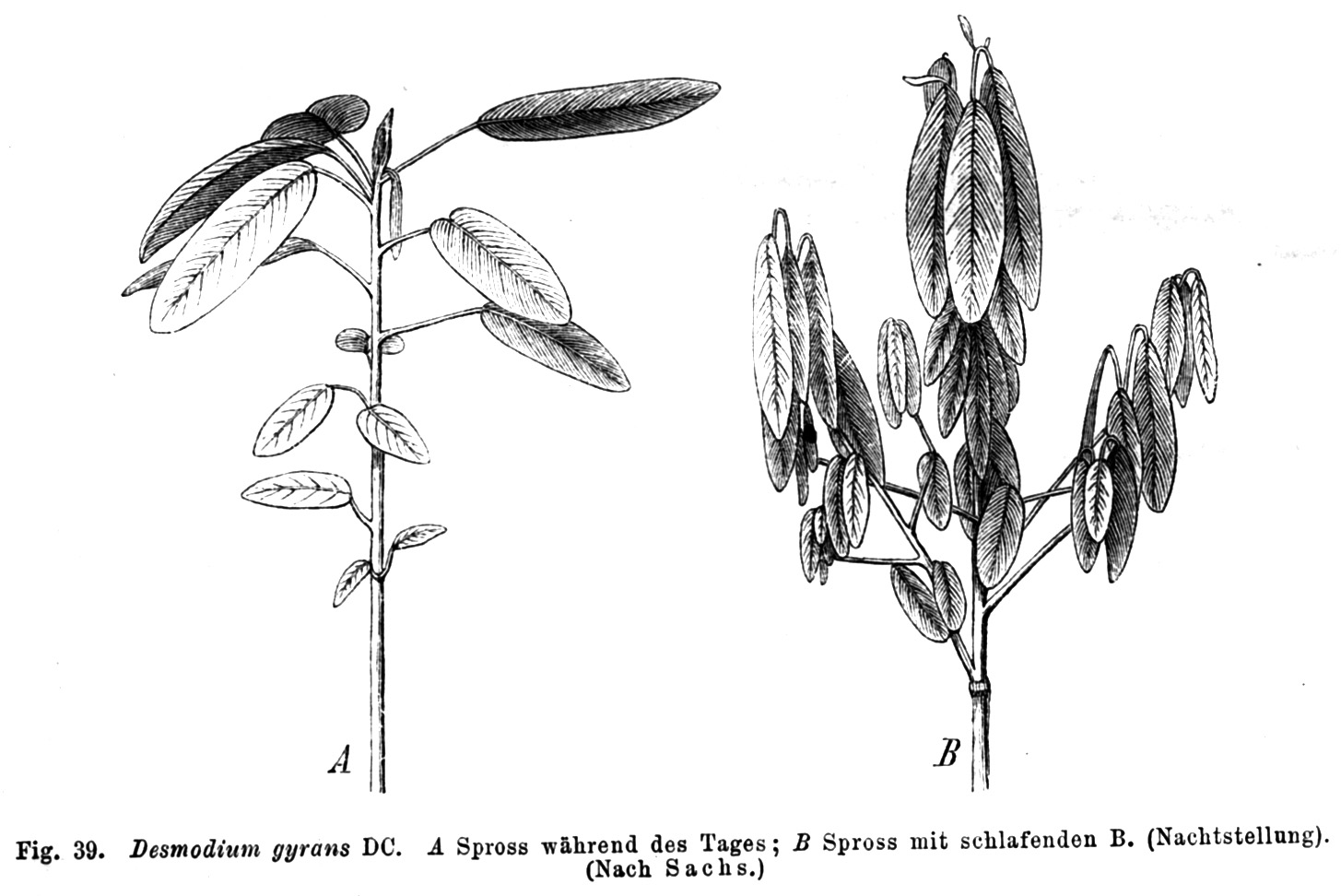
Illustration (1891) d'une branche de Codariocalyx motorius le jour (à gauche) et la nuit.

Cette plante est originaire du Bengale où l'on dit qu'elle « fait danser ses feuilles comme des serpents ». D'ailleurs, elle est connue sous les noms de sainfoin oscillant, plante sémaphore, plante qui danse ou encore plante télégraphe,,.
En effet, des trois folioles qui composent chaque feuille, les deux petites, en position latérale à la base de la plus grande, sont les seules munies de pulvinus qui induisent la rotation des folioles environ toutes les deux minutes, en alternant le sens de rotation à chaque fois. Contrairement aux autres espèces de plantes sensitives comme Mimosa pudica, la réaction des folioles n'est pas défensive mais une stratégie pour capter le plus de lumière solaire possible,,. 
Ces pulvinus sont photosensibles (sensibles à la lumière) ; ils le seraient même suffisamment pour que la vitesse de rotation varie selon que le ciel est clair ou couvert. Ainsi, chaque grande foliole peut s'orienter, selon le même mécanisme qu'une feuille de tournesol[réf. nécessaire], pour recevoir le plus de lumière possible, par turgescence de certaines cellules situées à leur attache sur le pétiole,,.
Les folioles de la base se déplacent continuellement le long d'un trajet elliptique afin d'évaluer l'intensité de la lumière du Soleil, ce qui permet à la plante de diriger la grande feuille dans la zone recevant la plus grande intensité lumineuse. Les folioles de la base bougent suffisamment rapidement pour être visible à l'œil ; ce mouvement est d'autant plus rapide qu'il fait chaud et que la lumière est forte. Le déplacement complet des petites folioles dure en moyenne 1 à 3 minutes,,.
Il a été mis en évidence que ces mouvements peuvent également être déclenchés par certains sons,,,,, ; la plante y a gagné une nouvelle dénomination vernaculaire de plante dansante.

## Systématique
Le nom correct complet (avec auteur) de ce taxon est Codariocalyx motorius (Houtt.) H.Ohashi.
L'espèce a été initialement classée dans le genre Hedysarum sous le basionyme Hedysarum motorium Houtt..
Ce taxon porte en français les noms vernaculaires ou normalisés suivants : Télégraphe, plante qui danse, plante sémaphore, plante télégraphe, sainfoin oscillant.

### Synonymes
Codariocalyx motorius a pour synonymes :
- Codariocalyx gyrans var. roylei (Wight & Arn.) Schindl.
- Codariocalyx gyrans (L.f.) Hassk.
- Codariocalyx motorius var. glaber X.Y.Zhu & Y.F.Du
- Codariocalyx motorius var. roylei (Wight & Arn.) Ohashi
- Codoriocalyx motorius (Houtt.) H.Ohashi
- Desmodium gyrans subsp. roylei (Wight & Arn.) Baker
- Desmodium gyrans var. roylei (Wight & Arn.) Baker
- Desmodium gyrans (L.f.) DC.
- Desmodium motorium (Houtt.) Merr.
- Desmodium roylei Wight & Arn.
- Hedysarum gyrans L.f.
- Hedysarum motorium Houtt.
- Hedysarum motorium Panzer
- Hedysarum saliens Salisb.
- Meibomia gyrans (L.f.) Kuntze
- Pseudarthria gyrans (L.f.) Hassk.